# Jason Voorhees
Jason Voorhees ist ein fiktiver Serienmörder und die Hauptfigur der Filmreihe Freitag der 13. Er ist in allen zwölf Filmen vertreten, hat in den Teilen 1 und 5 jedoch nur kurze Auftritte. Dargestellt wurde die Figur von Ari Lehman, Warrington Gillette, Steve Dash, Richard Brooker, Ted White, Tom Morga, Dan Bradley, C. J. Graham, Tim Mirkovich, Ken Kirzinger, Caleb Guss und Derek Mears. Am bekanntesten ist jedoch die Darstellung von Kane Hodder, der Voorhees in vier Filmen darstellt. Seit seinem ersten großen Auftritt im Jahr 1981 in Freitag der 13. – Jason kehrt zurück zählt er zu den bekanntesten Figuren des Horror-Genres.

## Gestalt

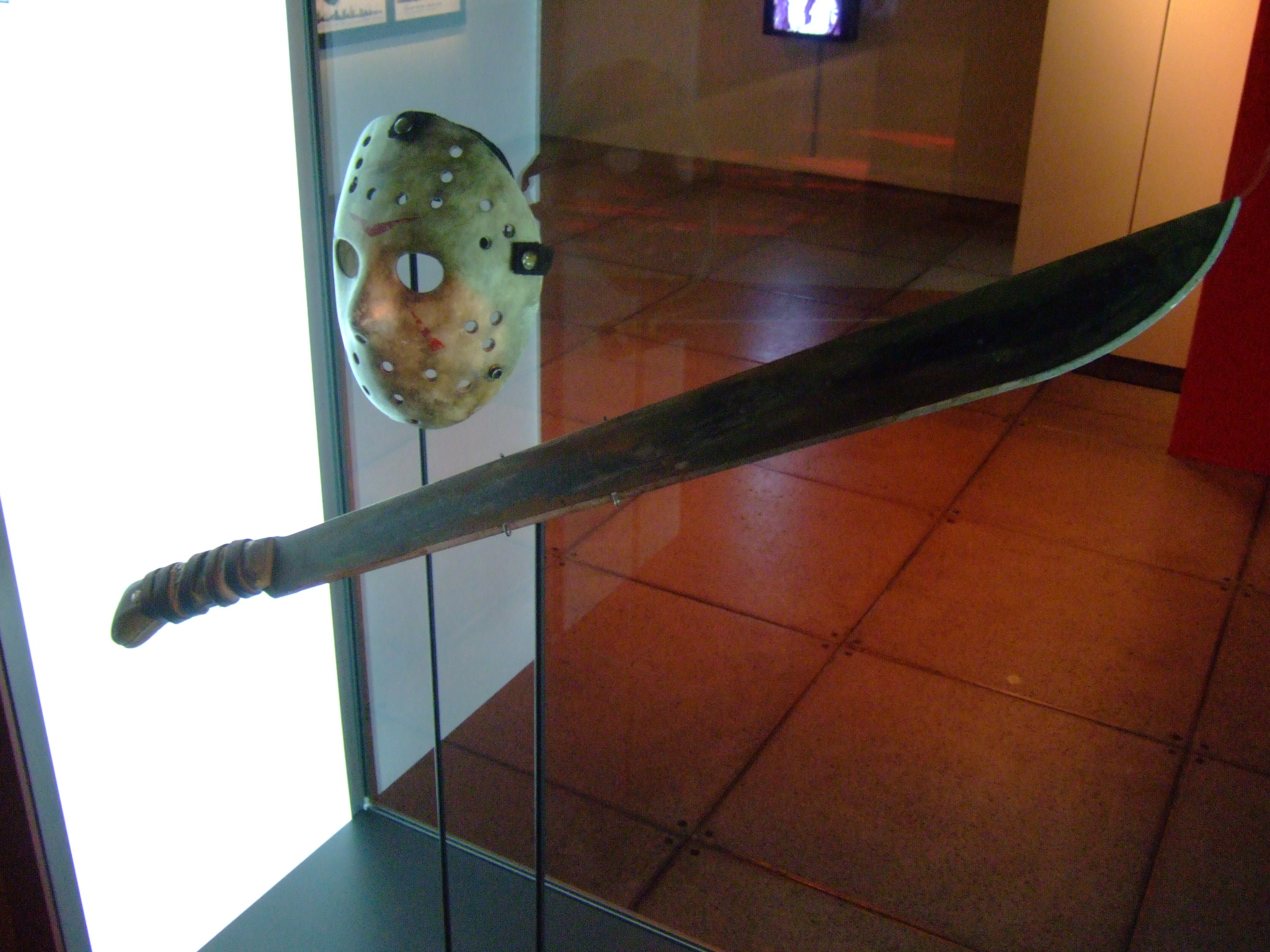
Hockeymaske und Machete im EMP-Museum

Jason Voorhees tritt im ersten Teil der Reihe als entstelltes Kind auf. Im zweiten Teil sowie zu Beginn des Remakes trägt er einen Kartoffelsack (mit Guckloch) über dem Kopf. Da zum Filmstart des zweiten Teils der Film Der Elefantenmensch lief, in dem ebenfalls ein Kartoffelsack benutzt wird, und Jason keine Ähnlichkeit mit einer wahren Begebenheit haben sollte, erhält er im dritten Teil (Und wieder ist Freitag der 13.) seine legendäre Hockeymaske, die er seitdem in jedem Film trägt. Neben der Hockeymaske ist die Machete sein Markenzeichen geworden.
Jason ist ca. 1,95 m groß und stark, in den ersten Filmen allerdings noch eher menschlich.

## Persönlichkeit
Jason ist stumm und scheint die Leute rund um den See herum, wo er ertrunken ist, hinzurichten. Des Weiteren hat er einen Schrein für seine Mutter errichtet, welche ihn als einzige geliebt zu haben scheint.

## Geschichte
Voorhees wurde als Kind in dem Feriencamp „Crystal Lake“ aufgrund seines entstellten Gesichts geärgert, dabei fiel er in den See und ertrank, weil die Aufseher währenddessen etwas zu tun hatten und nicht auf ihn achteten. Daraufhin übte seine Mutter Pamela Voorhees Selbstjustiz und tötete die Verantwortlichen. 20 Jahre später, am Freitag, den 13., soll das Camp neu eröffnet werden; daraufhin wiederholt die mittlerweile geistesgestörte Pamela Voorhees das Blutbad und wird im Verlauf von einem der Mädchen geköpft.
Jason musste dies vom See aus mit ansehen. Daraufhin erwacht er von den Toten und tötet zuerst das Mädchen, das seine Mutter geköpft hat. Danach tötet er alle Bewohner des Camps. Im vierten Teil wird er erneut getötet, im 6. Teil jedoch versehentlich wieder zum Leben erweckt. Im 9. Teil fährt er in die Hölle. Aus der Hölle holt ihn später jedoch Freddy Krueger im 11. Teil zurück. Im 10. Teil (der chronologisch nach dem 11. Teil angesiedelt ist) wird er eingefroren, kommt versehentlich ins Weltall und tötet Jahrhunderte später die Astronauten eines Raumschiffes.

## Filme
| Nr. | Jahr | Deutscher Titel                                  | Originaltitel                                    | Jason-Darsteller           | Regisseur          |
| --- | ---- | ------------------------------------------------ | ------------------------------------------------ | -------------------------- | ------------------ |
| 01  | 1980 | Freitag der 13.                                  | Friday the 13th                                  | Ari Lehman                 | Sean S. Cunningham |
| 02  | 1981 | Freitag der 13. – Jason kehrt zurück             | Friday the 13th Part 2                           | Warrington Gillette & Dash | Steve Miner        |
| 03  | 1982 | Und wieder ist Freitag der 13.                   | Friday the 13th Part 3: 3D                       | Richard Brooker            | Steve Miner        |
| 04  | 1984 | Freitag der 13. – Das letzte Kapitel             | Friday the 13th: The Final Chapter               | Ted White                  | Joseph Zito        |
| 05  | 1985 | Freitag der 13. – Ein neuer Anfang               | Friday the 13th: A New Beginning                 | Tom Morga                  | Danny Steinmann    |
| 06  | 1986 | Freitag der 13. Teil VI – Jason lebt             | Friday the 13th Part VI: Jason Lives             | C. J. Graham               | Tom McLoughlin     |
| 07  | 1988 | Freitag der 13. Teil VII – Jason im Blutrausch   | Friday the 13th Part VII: The New Blood          | Kane Hodder                | John Carl Buechler |
| 08  | 1989 | Freitag der 13. Teil VIII – Todesfalle Manhattan | Friday the 13th Part VIII: Jason Takes Manhattan | Kane Hodder                | Rob Hedden         |
| 09  | 1993 | Jason Goes to Hell – Die Endabrechnung           | Jason Goes to Hell: The Final Friday             | Kane Hodder                | Adam Marcus        |
| 10  | 2001 | Jason X                                          | Jason X                                          | Kane Hodder                | Jim Isaac          |
| 11  | 2003 | Freddy vs. Jason                                 | Freddy vs. Jason                                 | Ken Kirzinger              | Ronny Yu           |
| 12  | 2009 | Freitag der 13.                                  | Friday the 13th                                  | Derek Mears                | Marcus Nispel      |